# Safnern
Safnern – gmina (niem. Einwohnergemeinde) w Szwajcarii, w kantonie Berno, w regionie administracyjnym Seeland, w okręgu Biel/Bienne. Leży nad Kanałem Nidau-Büren.

## Demografia
W Safnern mieszka 1 951 osób. W 2020 roku 8,9% populacji gminy stanowiły osoby urodzone poza Szwajcarią.